# William Beloe
William Beloe (1756 - 11 avril 1817) est un écrivain et théologien anglican .

## Biographie
Beloe est né à Norwich, fils d'un commerçant, et reçoit une éducation libérale. Après une école de jour à Norwich, il est scolarisé sous le révérend Matthew Raine, qui enseigne à Hartforth ; et par la suite sous Samuel Parr, qu'il décrit comme "sévère, capricieux et irrégulier". Son départ de l'école de Parr à Stanmore est précipité par des querelles avec ses camarades de classe, et au Benet College de Cambridge, il a des ennuis en écrivant des épigrammes. Parr, en devenant directeur du lycée de Norwich, lui offre le poste de maître assistant, qu'il occupe pendant trois ans, mais apparemment malheureusement .
Pendant son séjour à Norwich, Beloe se marie, puis part à Londres, où il travaille pour des éditeurs. En 1793, il fonde, avec Robert Nares, le British Critic, dont les quarante-deux premiers volumes sont en partie édités par lui. Il a aussi, selon son biographe dans le Gentleman's Magazine, « prêté son concours à l'édition de divers livres d'une popularité et d'une importance considérables, qu'il est moins opportun de préciser », sans doute parce que les obligations des auteurs réputés envers lui étaient trop étendues .
En 1796, Beloe est présenté au presbytère d'Allhallows, London Wall, et en 1803 devient gardien des livres imprimés au British Museum. Tenu pour responsable de vols par un dénommé Dighton, il est renvoyé du Musée en 1806. Il meurt le 11 avril 1817, aigri par sa mauvaise santé et d'autres circonstances non précisées .

## Œuvres
L'une des commandes de l'éditeur de Beloe est de traduire la préface de Samuel Parr à Bellendenus en anglais, un travail qui impressionne Richard Porson. Il fait successivement paraître des traductions de Coluthos, Alciphron (avec Thomas Monro), Herodotus et Aulus Gellius (préface de Parr) ; et collabore au dictionnaire biographique de William Tooke. Il publie (1795) trois volumes de recueils .
Beloe persévère dans ses Anecdotes of Literature and Rare Books, commencées par sa nomination au British Museum. Deux volumes paraissent en 1806 ; et avec l'aide du comte Spencer, de l'évêque d'Ely, et d'autres mécènes, il en publie quatre autres, le dernier paraissant en 1812 . Le travail est soutenu par les conseils d'Isaac Reed.
Le Sexagénaire, ou Souvenirs d'une vie littéraire, le dernier ouvrage de Beloe, venait de passer sous presse au moment de sa mort, et est publié immédiatement après sous la direction de Thomas Rennell. Le Dr Butler, directeur de la Shrewsbury School, le critique sévèrement dans la Monthly Review, et Parr, dans le catalogue de sa bibliothèque, écrit qu'il était "obligé d'enregistrer le nom de Beloe comme un ingrat et un calomniateur" . Via la bibliothèque de Robert Southey, une clé est publiée en 1860 pour certains de ceux auxquels il est fait allusion indirectement dans le livre .

## Famille
En 1780, Beloe épouse à Norwich Mary Anne Rix, fille de William Rix de Londres. De leurs enfants, quatre fils lui survivent et une fille Margaret, qui épouse un William . Margaret Louisa Harriet Beloe qui épouse William Scott est une petite-fille, le fils de William Beloe et la mère de Clement Scott (en), le critique de théâtre ,.